# Piecki (Powiat Mrągowski)
Piecki [ˈpjɛt͡ski] (deutsch Peitschendorf) ist ein Dorf im Powiat Mrągowski der Woiwodschaft Ermland-Masuren in Polen. Es ist Sitz der gleichnamigen Landgemeinde mit 7555 Einwohnern (Stand 31. Dezember 2020).

## Geographische Lage
Piecki liegt im Gebiet der Masurische Seenplatte südlich des Sees Wągiel (Großer Wongel-See), etwa 56 Kilometer östlich der Stadt Olsztyn (Allenstein). In der Nähe des Dorfes entspringt der Fluss Dajna (Deine).

## Geschichte

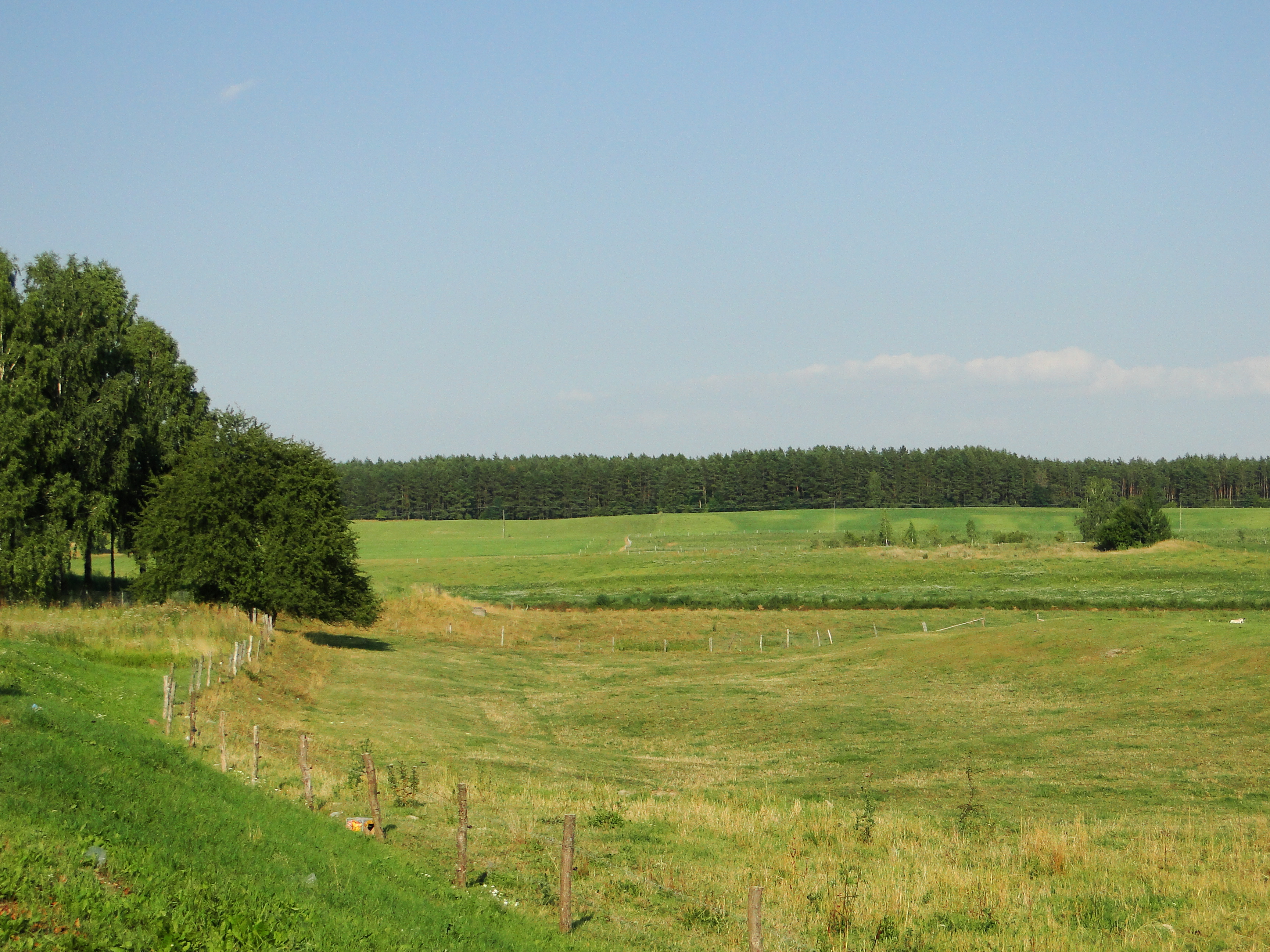
Landschaft bei Piecki

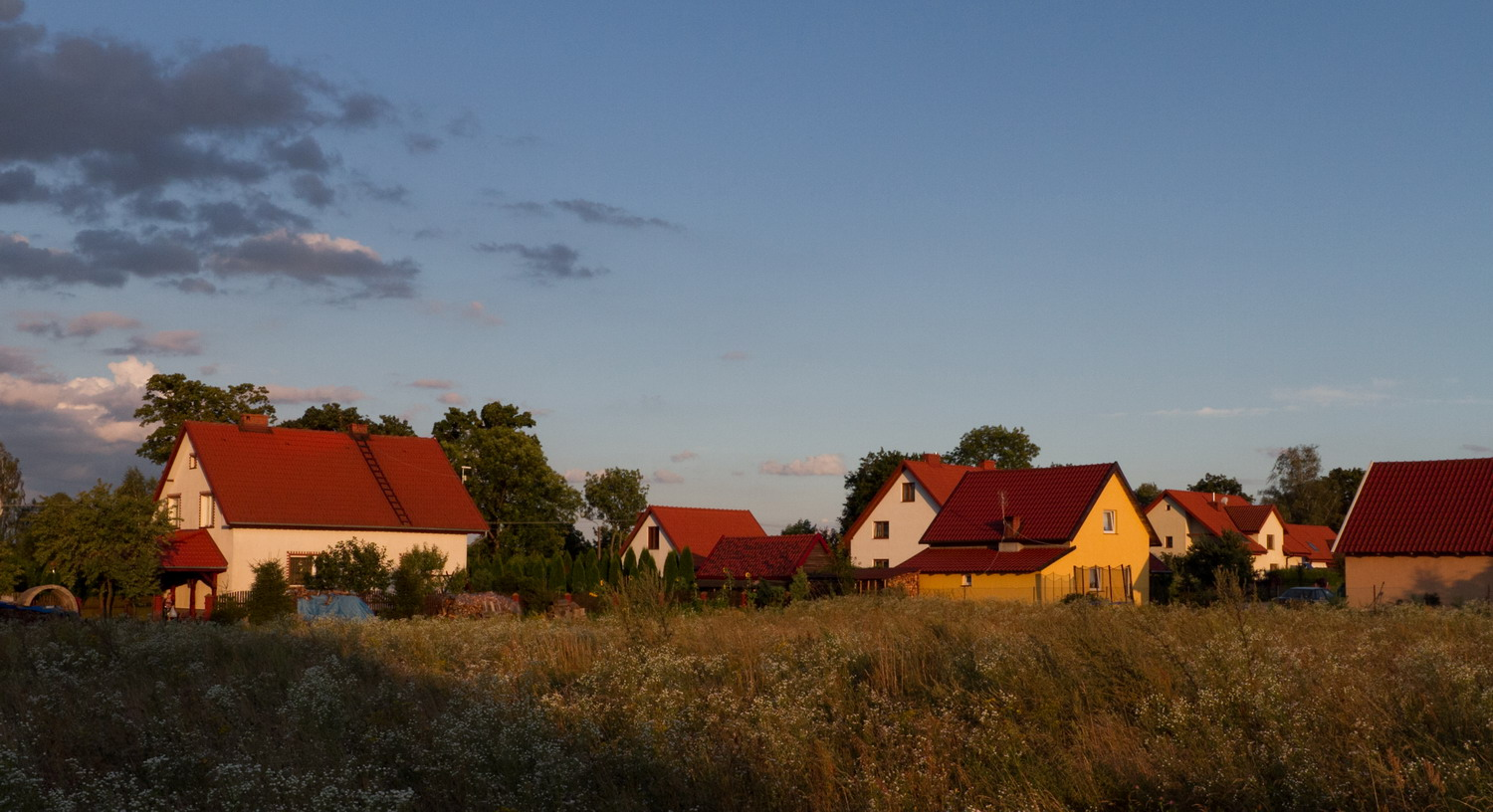
Häuser am Dorfrand von Piecki

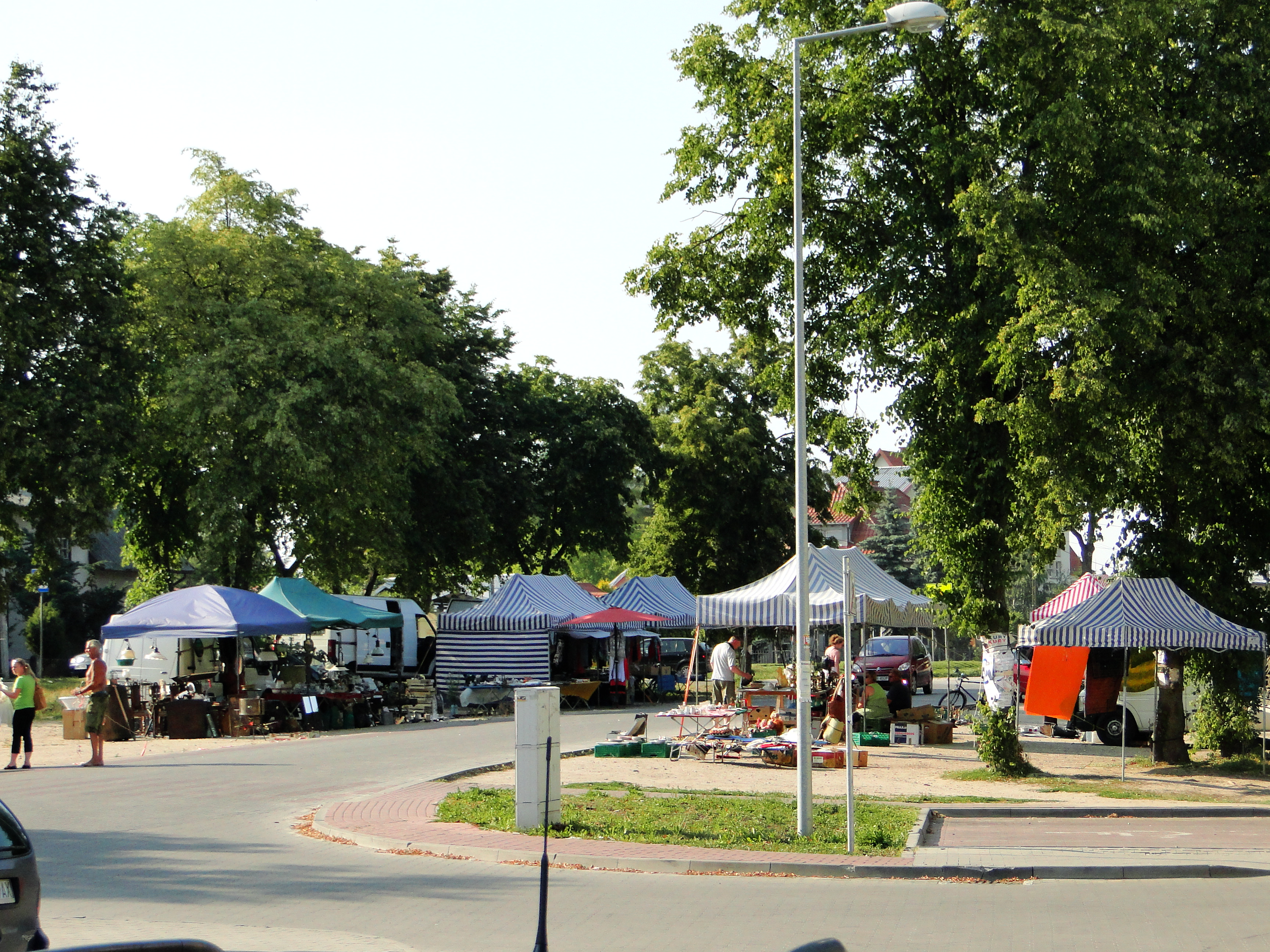
Markt in Piecki

Der Ort Peitschendorf wurde 1401 von Ulrich von Jungingen gegründet.
Am 8. April 1874 wurde er Amtsdorf und damit namensgebend für einen Amtsbezirk, der bis 1945 bestand und zum Landkreis Sensburg im Regierungsbezirk Gumbinnen (ab 1905 Regierungsbezirk Allenstein) in der preußischen Provinz Ostpreußen gehörte.
Aufgrund der Bestimmungen des Versailler Vertrags stimmte die Bevölkerung im Abstimmungsgebiet Allenstein, zu dem Peitschendorf gehörte, am 11. Juli 1920 über die weitere staatliche Zugehörigkeit zu Ostpreußen (und damit zu Deutschland) oder den Anschluss an Polen ab. In Peitschendorf stimmten 720 Einwohner für den Verbleib bei Ostpreußen, auf Polen entfielen keine Stimmen.
Gegen Ende des Zweiten Weltkriegs besetzte im Frühjahr 1945 die Rote Armee die Region. Bald darauf wurde Peitschendorf zusammen mit der südlichen Hälfte Ostpreußens unter polnische Verwaltung gestellt. Soweit die Einwohner nicht geflohen waren, wurden sie in der Folgezeit vertrieben und durch Polen ersetzt. Peitschendorf erhielt die polnische Namensform Piecki.
Von 1975 bis 1998 war das Dorf der Woiwodschaft Olsztyn angegliedert. Am 26. Juni 1996 wurde ein neues Gemeindewappen eingeführt.

### Ortsname
1401 verschrieb der Hochmeister des Deutschen Ordens Ulrich von Jungingen 45 Hufen Land dem Petzym von Muschkake zur Anlage einer Siedlung. Aus Petzym entwickelte sich der Name des Dorfes, das noch im 15. Jahrhundert Petzendorf und vor 1785 Pieczken hieß, bis 1945 dann Peitschendorf und seither Piecki.

### Einwohnerzahlen
| Jahr | Anzahl |
| ---- | ------ |
| 1818 | 0360   |
| 1839 | 0503   |
| 1871 | 0670   |
| 1885 | 0803   |
| 1898 | 0892   |
| 1905 | 1039   |
| 1910 | 1059   |
| 1933 | 1489   |
| 1939 | 1648   |
| 2011 | 3341   |

### Amtsbezirk Peitschendorf (1874–1945)
Zum Amtsbezirk Peitschendorf gehörten ursprünglich sieben Orte; am Ende waren es aufgrund von Strukturveränderungen noch fünf:
| Name            | Polnischer Name | Bemerkungen                                      |
| --------------- | --------------- | ------------------------------------------------ |
| Brödienen, Dorf | Brejdyny        |                                                  |
| Brödienen, Gut  |                 | 1928 in die Landgemeinde Brödienen eingegliedert |
| Glashütte       | Szklarnia       |                                                  |
| Guttenwalde     | Dobry Lasek     |                                                  |
| Kleinort        | Piersławek      |                                                  |
| Krummenort      | Krzywy Róg      | 1928 nach Glashütte eingemeindet                 |
| Peitschendorf   | Piecki          |                                                  |

Am 1. Januar 1945 bildeten noch die Orte Brödienen, Glashütte, Guttenwalde, Kleinort und Peitschendorf den Amtsbezirk.

## Kirche

### Evangelisch

#### Kirchengeschichte
Seit etwa 1437 bestand das Kirchspiel Aweyden (polnisch Nawiady), in das Peitschendorf eingepfarrt war. Um die Wende des 19./20. Jahrhunderts war die Region einwohnermäßig derart gewachsen, dass die kirchliche Arbeit im Kirchspiel nicht mehr bewältigt werden konnte. Peitschendorf selber war im Jahre 1905 auf 1.039 Einwohner angewachsen, von denen 1.008 evangelisch waren. So wurden für Peitschendorf spezielle Hilfsprediger eingesetzt, die aber dem Pfarramt in Aweyden unterstellt blieben. Im Gemeindehaus des Ortes fanden die Gottesdienste und Veranstaltungen statt.

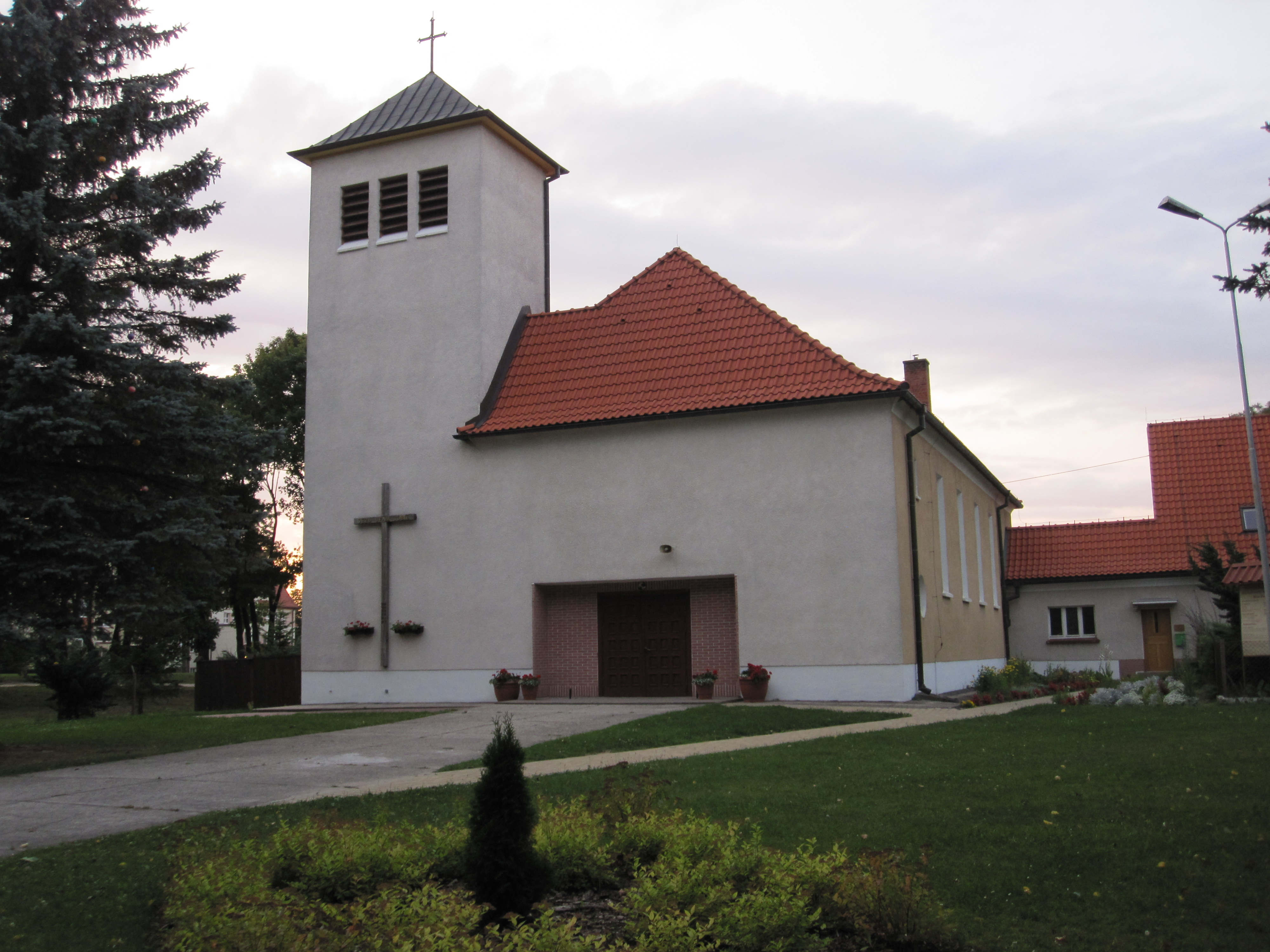
Die Kirche von 1934 in Piecki/Peitschendorf – bis 1945 evangelisches, seither katholisches Gotteshaus

Im Jahr 1934 wurde eine eigens in Peitschendorf erbaute Kirche eingeweiht und gleichzeitig eine selbständige Kirchengemeinde errichtet, die aber mit Aweyden pfarramtlich verbunden blieb. Ein ähnliches Vorhaben für den Kirchspielort Langendorf (polnisch Dłużec) konnte bis 1945 nicht mehr verwirklicht werden.
Kirchengemeinde Peitschendorf gehörte bis 1945 zum Kirchenkreis Sensburg in der Kirchenprovinz Ostpreußen der Evangelischen Kirche der Altpreußischen Union.
Aufgrund von Flucht und Vertreibung der einheimischen Bevölkerung kam nach 1945 das kirchliche Leben der evangelischen Gemeinde in dem nun „Piecki“ genannten Peitschendorf zum Erliegen. Die heute hier lebenden evangelischen Kirchenglieder gehören jetzt zur Pfarrkirche St. Trinitatis Mrągowo in der Diözese Masuren der Evangelisch-Augsburgischen Kirche in Polen, die in Nawiady eine Filialgemeinde unterhält.

#### Kirchspielorte
Der Kirchengemeinde Peitschendorf waren bis 1945 als Kirchspielorte zugeordnet:
| Name        | Polnischer Name |  | Name                          | Polnischer Name |
| ----------- | --------------- |  | ----------------------------- | --------------- |
| Brödienen   | Brejdyny        |  | Kleinort                      | Piersławek      |
| Glashütte   | Szklarnia       |  | Langendorf                    | Dłużec          |
| Guttenwalde | Dobry Lasek     |  | Zatzkowen 1938–1945: Eisenack | Czaszkowo       |

#### Pfarrer
Als Hilfsprediger amtierten in Peitschendorf die Pfarrer:
| - Wilhelm Schmidt, 1904–1905 - Louis Wosien, 1906–1907 - Walter Treidel, 1908–1909 - Ernst Glaubitt, bis 1925 - Heinrich Geiger, 1925–1926 | - Joachim von Malm, 1929–1930 - Otto Just, 1931–1932 - Friedrich Schumacher, bis 1935 - Kurt Fiedrich, bis 1945 |

### Katholisch
Die wenigen Katholiken in Peitschendorf (1905 waren von den 1.039 Einwohnern 31 katholischer Konfession) waren bis 1945 in die St.-Adalbert-Kirche in Sensburg (polnisch Mrągowo) im damaligen Bistum Ermland eingegliedert. Nach 1945 siedelten sich hier viele polnische Neubürger an, die fast ausnahmslos der katholischen Kirche zugehörten. Sie nahmen am 6. Juli 1946 das bisher evangelische Gotteshaus in Anspruch. In den Folgejahren wurde es restauriert und den liturgischen Veränderungen angepasst. Heute ist es eine Pfarrkirche, die den Namen Kościół Matki Bożej Różańcowej („Kirche Mutter Gottes Rosenkranz“) trägt. Die Pfarrei ist dem Dekanat Mrągowo I im jetzigen Erzbistum Ermland zugeordnet.

## Gemeinde
Zur Landgemeinde (gmina wiejska) Piecki mit einer Fläche von 314,6 km² gehören das Dorf selbst und 23 weitere Dörfer mit Schulzenämtern (sołectwa). Am 26. Juni 1996 wurde in Piecki ein neues Gemeindewappen eingeführt.

## Kultur und Sehenswürdigkeiten
- Museum für Ethnologie und Volkskunst

## Wirtschaft und Infrastruktur

### Bildung

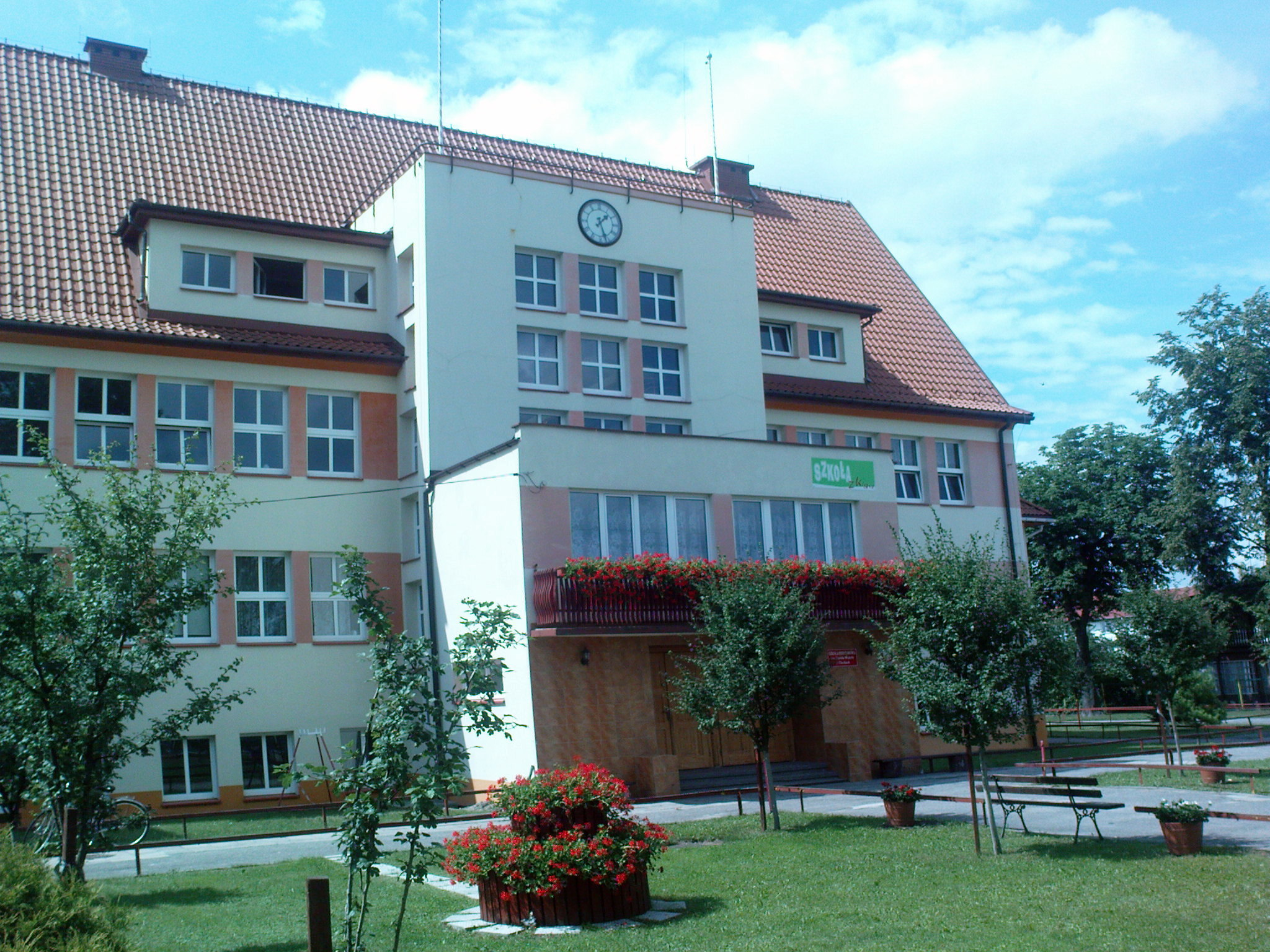
Die Karol-Woityła-Grundschule in Piecki

Um 1740 erhielt Peitschendorf eine Schule.

### Verkehr
Das Dorf Piecki liegt an der Landesstraße 59, die in Nord-Süd-Richtung von Giżycko (Lötzen) nach Rozogi (Friedrichshof) verläuft. In Piecki endet die von Ruciane-Nida (Rudczanny/Niedersee-Nieden) über Ukta (Alt Ukta) kommende Woiwodschaftsstraße 610. Zwischen 1898 und 1945 war Peitschendorf Bahnstation an der Bahnstrecke Sensburg–Rudczanny/Niedersee, die kriegsbedingt geschlossen wurde.

## Persönlichkeiten

### Aus dem Ort gebürtig
- Michael Kurella (* 1722 in Peitschendorf; † 1787), evangelischer Pfarrer, Naturwissenschaftler und Bienenforscher
- Karl-Heinz Tiemann (* 28. Juni 1940 in Peitschendorf; 15. Dezember 2022 in Hamburg), Biologe und Agrarwissenschaftler, Leiter der Obstbauversuchsanstalt Jork und des Obstbauversuchsringes des Alten Landes

### Mit dem Ort verbunden
- Max Bialluch[9] (1896–?), masurischer Volkserzähler, wohnte in Peitschendorf (sein Wohnhaus steht noch heute), sein bekanntestes Buch trägt den Titel Das lachende Dorf. Masurengeschichten (Königsberg i. Pr. 1942).